# ارگ بم
ارگ بم بزرگ‌ترین سازه تاریخی خشتی در جهان است که محل آن در شهر بم در استان کرمان در جنوب شرقی ایران قرار دارد. در تاریخ ۵ دی ۱۳۸۲، ساعت ۰۴:۵۲:۵۵ در اثر زلزله بم آسیب دید اما در بدو حادثه به‌دلیل اهمیت آن سریعاً در فهرست آثار میراث جهانی درخطر قرار گرفت و با همکاری یونسکو و بسیاری از کشورها برنامه نجات بخشی این اثر انجام شد. چند روز پس از زلزله، محمد خاتمی، رئیس‌جمهور وقت ایران، دستور بازسازی آن را صادر کرد.
بم و فضای فرهنگی آن در فهرست میراث جهانی یونسکو به عنوان بخشی از میراث جهانی بم و چشم‌انداز فرهنگی آن به ثبت رسیده‌است. زمان دقیق ساخت این دژ مشخص نیست اما تا سال ۱۸۵۰ پس از میلاد نیز همچنان مورد استفاده بود. ارگ قدیم بم از سده هفتم تا یازدهم به عنوان چهارراهی در امتداد جاده ابریشم و دیگر راه‌های تجاری مهم و به‌عنوان تولیدکننده لباس‌های ابریشمی و نخی اهمیت یافت. کل بنا دژ بزرگی بود که ارگ را در خود جای داده بود، اما از آنجا که ارگ بر خرابه‌ها تسلط دارد، اکنون کل قلعه را ارگ بم می‌نامند.

## ابعاد
مساحت این ارگ نزدیک به ۱۸۱۲۵۴ متر مربع است که با دیوارهایی به بلندی ۶ تا ۷ متر و طول ۱۸۱۵ متر احاطه شده‌است. ارگ از دو بخش جدا از هم تشکیل شده‌است که هر کدام ویژگی‌های خاص خود را دارد. حدود ۶۷ برج در سطح شهر باستانی بم پراکنده شده‌است.

## پیشینه
قدمت باستان‌شناسی دقیقی از بناهای ارگ بم در دست نیست. با این حال، از طریق منابع تاریخی و متون باستانی، اولین سکونت انسان در این منطقه را می‌توان به قلعه ساخته شده توسط هخامنشیان، در حدود ۵۷۹–۳۲۳ قبل از میلاد ردیابی کرد. برخی از ویژگی‌های ارگ، مانند استقرار آن بر روی سکوی ترکیبی از بالای تپه طبیعی و تراس دست‌ساز، توسط باستان‌شناسان با مدل هخامنشی تخت جمشید مقایسه شده‌است.
در زمان حکومت اشکانیان، قلعه گسترش یافت و به ارگ بم تبدیل شد. در مطالعه تطبیقی با عنوان «بم و تاریخ مختصر شهرسازی و شهرسازی در ایران» به این نتیجه رسیده شد که هسته اصلی شهر بم و بخش والی در دوران اشکانیان ساخته شده‌است. در زمان ساسانیان این قلعه به تصرف اردشیر بابکان درآمد. استحکامات و دیوارهای جدید بین سالهای ۲۲۴ تا ۶۳۷ پس از میلاد ساخته شد.
در سال ۶۴۵ میلادی منطقه کرمان به تصرف اعراب درآمد و احتمالاً ارگ بم در جریان جنگ آسیب دیده‌است. یکی از فرماندهان عرب، مسجد الرسول را تأسیس کرد که یکی از نخستین مساجدی است که در اوایل دوران اسلامی در ایران ساخته شده‌است. در سال ۶۵۶ میلادی خوارج، گروهی از مسلمانان که از علی بن ابی‌طالب شکست خوردند، به کرمان و بم گریختند و در ارگ بم ساکن شدند. در سال ۸۶۹ میلادی یعقوب بن لیث صفار که با عباسیان می‌جنگید خوارج را شکست داد و ارگ بم را تصرف کرد. سپس این ارگ به مقر اصلی او تبدیل شد. نام بم برای اولین بار توسط نویسندگان اسلامی در سده دهم میلادی ذکر شده‌است. به گفته این نویسندگان، بم در آن زمان بازاری مستقر بود که توسط یک منطقه کشاورزی وسیع احاطه شده بود. این شهر به خاطر پارچه‌های نخی ظریف و خوش ذوق، قلعه تسخیرناپذیر، بازارهای شلوغ و نخل‌هایش معروف بود.
پس از حمله مغول به ایران، بم و منطقه کرمان به خاندان قره‌ختائیان واگذار شد که از سال ۱۲۴۰ تا ۱۳۶۳ میلادی بر منطقه حکومت کردند. بم از موقعیت استراتژیک در مسیر ادویه بهره می‌برد که این منطقه را به جاده ابریشم متصل می‌کرد. این شهر به‌دلیل پرورش کرم ابریشم و صنعت ابریشم شکوفا شده بود.
در دوران حکومت صفویه، از سال ۱۵۰۲ تا ۱۷۲۲، ایران دوره‌ای از صلح و ثبات نسبی را پشت سر گذاشت. ارگ بم و سایر نقاط کشور توسعه چشمگیری داشت. کاخ چهار فصل در این دوره ساخته شد. در اواخر حکومت صفویه، ارگ بم توسط بنیانگذار سلسله قاجار، آقا محمدخان، فتح شد که از ارگ به عنوان نقطه استراتژیک برای دفع تهاجمات افغان‌ها و بلوچ‌ها استفاده کرد و در نتیجه آن را به نظامی تبدیل کرد. مجتمع در سال ۱۸۳۹ آقاخان اول، امام فرقه اسماعیلیه نزاری علیه محمدشاه قاجار قیام کرد و به ارگ بم پناه برد تا اینکه شاهزاده فیروز میرزا که بعدها به فرمان فرما (حاکم الحکام) شهرت یافت. او را دستگیر کرد. افزایش حضور نظامی در داخل دیوارهای ارگ بم، مردم را به تدریج در خارج از محدوده باروها ساکن کردند. فیروز میرزا در سال ۱۸۸۰ می‌نویسد که در محوطه ارگ فقط نیروهای نظامی ساکن هستند و پیشنهاد کرد که شهر قدیمی و متروکه‌ای که در پای ارگ قرار داشت تخریب شود و منطقه به باغ تبدیل شود. در سال ۱۹۰۰ ساخت شهر جدید بم آغاز شد و مردم به تدریج شهر بم قدیم را ترک کردند.
ارگ تا سال ۱۹۳۲ به عنوان پادگان استفاده می‌شد. با این حال، از آن زمان، پادگان و شهر قدیمی متروکه شده‌است. در سال ۱۹۵۳، این منطقه به عنوان یک مکان تاریخی مهم ملی شناخته شد و روند تدریجی نگهداری و مرمت آغاز شد. با این حال، بیشتر کارها از سال ۱۹۷۳ به بعد انجام گردید.
پس از انقلاب ۱۳۵۷، ارگ بم تحت مسئولیت سازمان میراث فرهنگی ایران (ICHO) قرار گرفت. ارگ در سال ۱۳۷۲ به عنوان یکی از برنامه‌های شاخص سازمان میراث فرهنگی معرفی شد.

## طراحی و ساخت ارگ

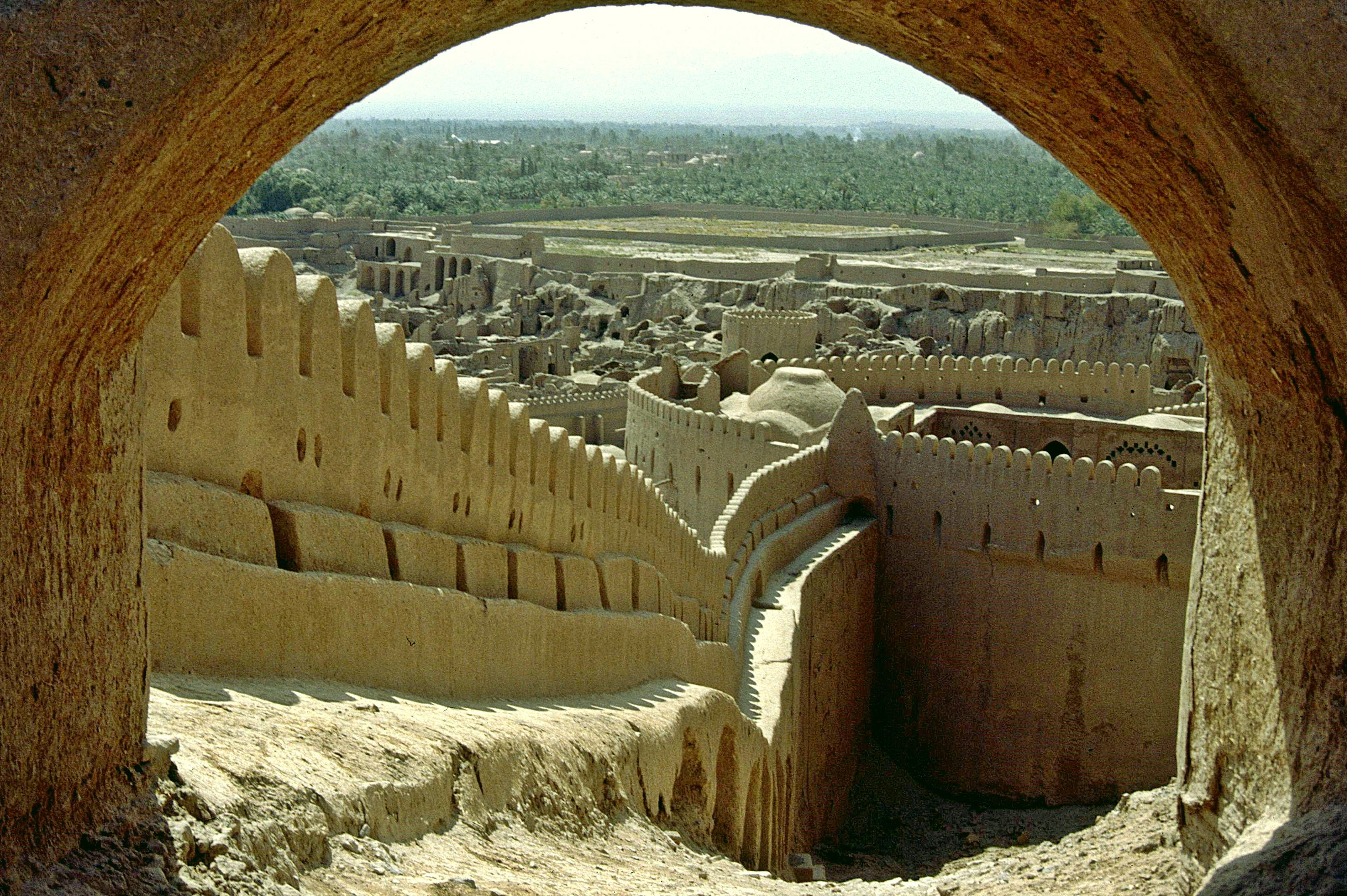
ارگ بم در سال ۱۳۷۰

طرح‌ریزی و معماری ارگ از جنبه‌های گوناگون مورد بررسی قرار گرفته‌است. با توجه به شکل ظاهری کنونی ارگ می‌توان گفت طراح یا طراحان، شکل نهایی کل ساختمان و شهر را از همان قدم‌های ابتدایی مراحل ساخت، پیش‌بینی کرده بوده‌اند. در حین هر کدام از مراحل پیشرفت ساخت قسمت ساخته شده از یک شکل کامل برخوردار بوده و هر بخش اضافه می‌توانسته‌است به راحتی به قسمتهای موجود «دوخته شود».
ارگ در مرکز شهر نظامی در نقطه‌ای با بهترین دید از لحاظه امنیتی قرار دارد.
1. بخش حکومتی که در درونی‌ترین دیوار قرار گرفته و شامل دژ نظامی، عمارت چهار فصل، سربازخانه، چاه آب ۴۰ متری و اصطبل به گنجایش ۲۰۰ اسب است.
2. بخش رعیت نشین که اطراف بخش حکومتی است و شامل ورودی اصلی شهر، مسیر اصلی متصل‌کننده ورودی شهر به دژ و بازار در امتداد آن، نزدیک به ۴۰۰ خانه و ساختمان‌های عمومی مانند مدرسه و مکان ورزش است.

در میان خانه‌ها ۳ نوع مختلف وجود دارد که قابل توجه هست: *خانه‌های کوچکتر با ۲–۳ اتاق برای خانواده‌های فقیر.
1. خانه‌های بزرگتر با ۳–۴ اتاق برای طبقهٔ متوسط جامعه، بعضی از آن‌ها ایوان هم دارد.
2. مجلّل‌ترین خانه‌ها با اتاق‌های بیشتر که به خاطر فصلهای مختلف سال در نقاط گوناگون قرار گرفته‌اند، با یک حیاط بزرگ و یک طویله در نزدیکی برای حیوانات. تعداد این خانه‌ها در ارگ خیلی کم است. از این جمله می‌توان به خانه سیستانی‌ها و خانه یهودیان اشاره کرد.

همهٔ ساختمان‌ها از آجرهای رسی پخته نشده یعنی خشت، ساخته شده‌است. ارگ بم احتمالاً پیش از زمین‌لرزهٔ ۲۰۰۳، بزرگ‌ترین مجموعه خشت و گلی جهان بوده‌است.

## امنیت

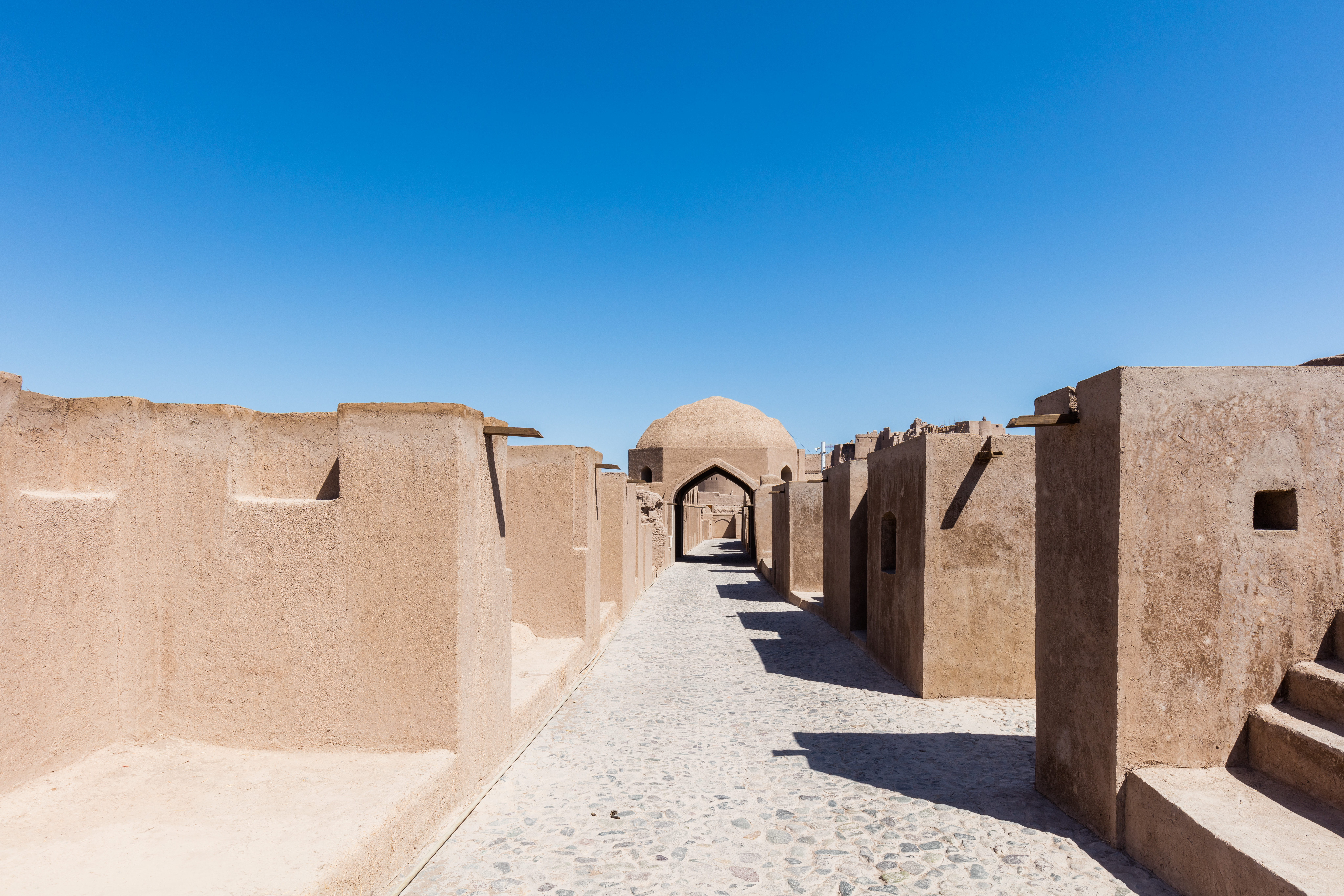
ارگ بم در دوره‌ای در زمان قاجارها در محاصره بود.

هنگامی که دروازه ورودی شهر بسته بود، هیج حیوان یا انسانی نمی‌توانست وارد شود. شهروندان می‌توانستند زندگی خود را در دوره‌های طولانی ادامه دهند؛ زیرا به چاه آب، باغ‌ها و حیوانات اهلی در داخل ارگ دسترسی داشتند. هنگامی که شهر نظامی ساخته شده بود؛ شهروندان می‌توانستند در شهر بمانند و سربازان می‌توانستند از آن دفاع کنند؛ زیرا ارگ توسط دیوارهای بلند و برج‌ها محصور بود.

## تهویهٔ مطبوع
علاوه بر نمای برجهای نگهبانی و رئوس تزئین شدهٔ دیوارهای مرتفعِ دژ در خط افق، بادگیرهای این بنا بسیار با شکوه جلوه می‌کنند. بادگیرها ساختارهای بیرون زده‌ای از بناها هستند که برای گرفتن باد و هدایت آن به داخل بناها استفاده می‌شوند. گاهی اوقات در مسیر باد به درون ساختمان حوضچهٔ آبی را تعبیه می‌کنند تا بدین شیوه درون بنا خنک شود و گرد و خاک را بزداید. برای بناهای مختلف از انواع مختلفِ بادگیر استفاده می‌شود. برای نمونه، برای بناهای کوچکتر از بادگیرهای تک‌سازه‌ای و برای بناهای بزرگتر و مهم‌تر از بادگیرهای چهار سازه‌ای استفاده می‌شود تا باد را از جهات گوناگون به درون بنا هدایت کنند.

## زمین لرزه سال۱۳۸۲
زلزله سال ۲۰۰۳ بم بیشتر از ۸۰ درصد ارگ را ویران کرد. به عنوان یک میراث فرهنگ جهانی خیلی از کشورها در جریان بازسازی آن شرکت کردند. ژاپن، ایتالیا و فرانسه از کشورهایی بودند که از ابتدا همکاری کردند. ژاپن حدود ۱٫۳ میلیون دلار به ایران برای بازسازی کمک کرد، و با ارسال تجهیزات و ایجاد طرح سه‌بعدی از ارگ بم برای افزایش دقت نوسازی، این برنامه را پشتیبانی کرد. وزارت میراث و فعالیت‌های فرهنگی ایتالیا نیز با اجرای برنامه‌ای با بودجه‌ای در حدود ۵۰۰۰۰۰ یورو جهت مرمت و استحکام بخشی برج شماره یک (در گوشهٔ جنوب غربی دیوار پیرامونی شهر تاریخی) در مرمت ارگ تاریخی مشارکت کرد. این برنامه که با همکاری گروهی از کارشناسان ایتالیایی و ایرانی انجام شد؛ در تابستان ۱۳۹۰ به پایان رسید. فرانسه با تهیه نقشه ارگ بم به ایران کمک کردند. بانک جهانی هم مبلغ زیادی پول به این برنامه کمک کرد. ارگ بم پس از آن زلزله به شدت تخریب شد و از آن زمان در فهرست آثار در خطر قرار گرفت، اما با توجه به مرمت‌های انجام شده در طول سال‌های گذشته، سازمان یونسکو در تیر ماه ۱۳۹۲ ارگ بم را از فهرست آثار در خطر خارج کرد.

## یاری جهانی به بازسازی ارگ بم
بعد از تخریب ارگ بم بر اثر زلزله، کشورهای بسیاری به بازسازی آن کمک کردند. از جمله، ایرینا بوکووا، دبیرکل یونسکو در بازدید دوره‌ای از اماکن تاریخی ۸ اردیبهشت‌ماه ۹۳ به بم رفت. وی گفت: «یونسکو نخستین سازمانی بود که پس از زلزله بم به این شهر آمد. من آثار تاریخی استان کرمان و بم را به خوبی می‌شناسم. در مورد ارگ بم نیز اقدامات کارشناسان آغاز شده و تا سال ۲۰۲۰ ادامه دارد. برای جذب حمایت‌های مالی کشورهای خارجی بیش از پیش تلاش می‌کنیم و در این راستا از صندوق امانی ژاپن و سایر کشورها استفاده می‌کنیم.»
ژاپن و ایتالیا نیز هر کدام یک میلیون دلار برای بازسازی ارگ بم هزینه کرده‌اند.

## فهرست میراث در خطر

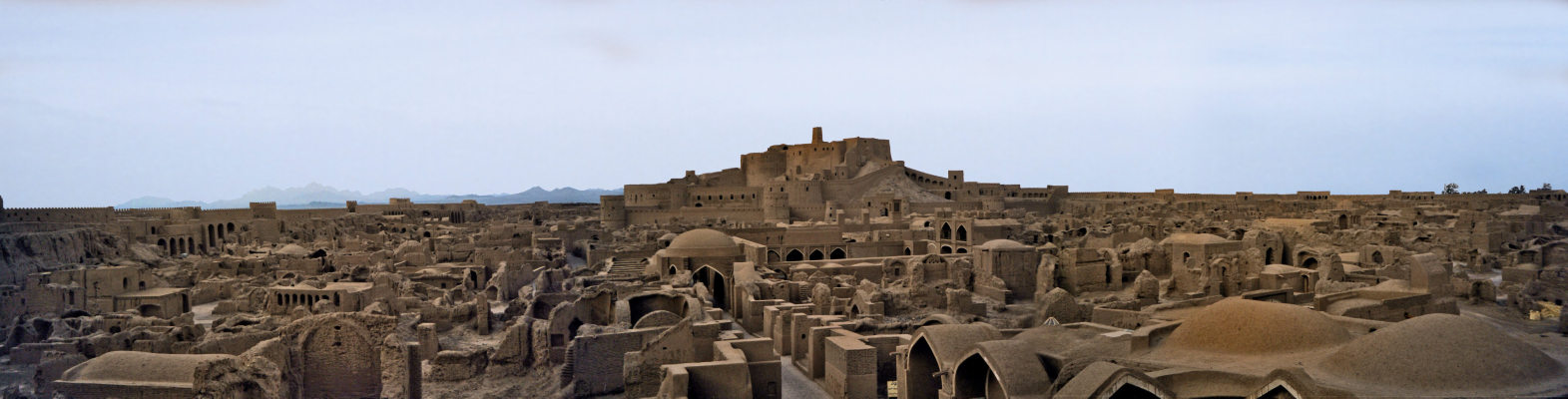
ارگ بم، بزرگ‌ترین مجموعهٔ خشت و گلی جهان

با زمین لرزه سال ۱۳۸۲ بسیاری از بخش‌های ارگ بم با آسیب گسترده‌ای روبرو شد تا جایی که یونسکو آن را در فهرست میراث در خطر خود جای داد. با بازسازی‌ها و مرمت‌هایی که از آن تاریخ تا سال ۱۳۹۲ انجام شد، کمیته میراث جهانی سازمان یونسکو در سی و هفتمین نشست خود اعلام کرد که این کمیته پس از بررسی پرونده ارگ بم، اصلاحات در مدیریت و نگهداری از ارگ بم و محوطه پیرامونی را مناسب تشخیص داد و به همین دلیل آن را از فهرست میراث در معرض خطر خارج کرد.

ارگ تاریخی بم